# Abarta
Abarta (sprawca bohaterskich czynów) – w mitologii celtyckiej jeden z Tuatha Dé Danann.

## Opis legendy
Abarta wszedł do służby pod rozkazami Finna MacCoola, wodza Fenian. Stało się wkrótce po tym jak Finn zastąpił swego ojca w dowodzeniu wojownikami Fianny. W geście dobrej woli, który okazał się podstępem bożka, Abarta podarował wojownikom narowistego siwego konia. Wojownicy z wielkim trudem nałożyli mu uzdę, gdy zaś jeden z nich dosiadł wierzchowca ten nie ruszał się z miejsca. W końcu rumaka dosiadło 14 jeźdźców, zmuszając go do tylko niewielkiego ruchu. Gdy również Abarta dosiadł konia ten nagle zaczął galopem pędzić w nieznaną stronę wlokąc za sobą piętnastego wojownika. Okazało się, że prawdziwym powodem pojawienia się Abarty wraz z koniem na ziemi była chęć zabrania jeźdźców do świata umarłych. Fenianie na zaczarowanym statku ruszyli w pogoń za Abartą. Najlepszym tropicielem okazał się Foltor, pomocnik Finna MacCoola. Udało mu się skierować statek w dobrą stronę i dotrzeć wraz z towarzyszami do poszukiwanej krainy. Tam Abarta został zmuszony do uwolnienia więźniów, a w celu usatysfakcjonowania wojowników miał wrócić do Irlandii trzymając ogon zaczarowanego rumaka. 